# Stadio San Michele
Lo stadio San Michele è un impianto polisportivo di Calvisano che ospita le gare interne del Rugby Calvisano, la squadra di rugby del paese. È dotato di 4 200 posti a sedere, dei quali 3 000 circa nelle due tribune coperte, e da un campo regolamentare in erba naturale. L'impianto è in gestione alla società Rugby Calvisano S.r.l. da circa trent'anni.

## Storia
Nel 1972 hanno inizio i lavori di costruzione dell'impianto, che viene inaugurato lo stesso anno. La capienza iniziale dello stadio era di circa 1 600 posti a sedere nell'unica tribuna edificata sul lato sud del campo da gioco.
Un primo ampliamento dello stadio venne effettuato per la finale scudetto 2011-12 quando furono aggiunte due tribune metalliche scoperte sul lato nord, che hanno incrementato di circa 1 000 posti a sedere la capienza complessiva.
Successivamente, in occasione dell'organizzazione del Campionato World Rugby Under-20, nella primavera del 2015 iniziarono i lavori di ampliamento dello stabile. Tali lavori consistettero nella costruzione di una nuova tribuna coperta sul lato nord da 2 000 posti e di due curve metalliche scoperte ad est e ovest da 700 posti ciascuna. Al termine dei lavori la capienza dello stadio raggiunse i 5 000 posti a sedere. Il costo complessivo dell'opera fu quantificato in 1100000 €, 50% finanziato dalla Società e 50% dalla Regione Lombardia, dalla Provincia di Brescia e dal Comune di Calvisano.
Da sempre battezzato San Michele per via della sua ubicazione in via San Michele, il 19 maggio 2012 lo stadio prese il nome di Peroni Stadium, a seguito dell'accordo di partenariato che legò per i successivi anni il Calvisano con il famoso marchio di birra italiano. Dal gennaio 2017 venne ribattezzato Pata Peroni Stadium, in virtù del legame di sponsorizzazione con la nota azienda alimentare con sede a Castiglione delle Stiviere. Dal maggio 2017 la società Rugby Calvisano S.r.l. dichiarò concluso il quinquennio di sponsorizzazione da parte della Birra Peroni, quindi dal 20 maggio dello stesso anno lo stadio cambiò nuovamente denominazione in Pata Stadium.
In virtù delle qualificazioni ai massimi tornei continentali per club, il San Michele nel corso degli anni ha ospitato sette stagioni di Heineken Cup, per un totale di 21 partite, e cinque stagioni di Challenge Cup, per un totale di 15 incontri. Dal 2016 al 2019 ha ospitato, invece, le tre edizioni della terza competizione europea per club in ordine di rango, la Continental Shield, per un totale di 8 incontri.
La prima partita di Heineken Cup disputata al San Michele è stata Calvisano vs. Leicester del 7 ottobre 2001, conclusasi 3-37, mentre l'ultima fu Calvisano vs. Biarritz del 17 gennaio 2009, terminata 15-23. La prima partita di Challenge Cup fu invece Calvisano vs. Bordeaux-Bègles-Gironde del 20 novembre 1999, finita 16-25, mentre l'ultima è la sfida tra Calvisano e Pau dell'11 gennaio 2020, terminata sul 19-47.
Particolare scalpore fece la vittoria assegnata a tavolino al Leeds Tykes, il 15 gennaio 2005. Dopo due rinvii per campo ghiacciato il consiglio della competizione assegnò la vittoria per 0-20 agli ospiti, considerando il Calvisano colpevole di non aver protetto adeguatamente il campo dal freddo e divenuto così impraticabile. Altra colpa era quella di non aver trovato un campo alternativo per lo svolgimento della partita. Tuttavia, come fecero notare i gallesi del Cardiff Rugby, in competizione con il Leeds per il secondo posto nel girone, erano stati gli stessi Tykes a rifiutarsi di scendere in campo fin dalla domenica nonostante l'arbitro avesse dichiarato praticabile il fondo del terreno del San Michele. Quasi tre anni dopo, il 16 dicembre 2007, il Leeds tornò al San Michele per disputare un match della fase a gironi di Challenge Cup, perdendo clamorosamente con il risultato di 27-26.
Il 10 dicembre 2005 la famosa ala neozelandese Jonah Lomu fece il suo esordio con la maglia dei Cardiff Rugby proprio allo stadio San Michele, in occasione del secondo turno della fase a gironi della Heineken Cup 2005-06. Lomu, tornato al rugby giocato dopo circa due anni di stop forzato, venne accolto da oltre 3 000 spettatori che gli tributarono una standing ovation. Rimase in campo per circa 60 minuti e, nonostante non sia riuscito a dare un apporto determinante al match, i Cardiff Blues si aggiudicarono l'incontro col risultato di 25-10.
Negli anni duemiladieci ha ospitato gara 2 della finale di Eccellenza 2011-12 contro I Cavalieri, incontro che ha assegnato il terzo scudetto a Calvisano; e le tre finali scudetto in gara unica contro Rovigo del 2013-14, 2016-17 e 2018-19, tutte vinte dal Calvisano. 
Nel corso degli anni, è stato teatro di alcune partite della Nazionale Under-20 impegnata nel Sei Nazioni di categoria, l'ultima delle quali il 14 marzo 2014 contro la rappresentativa inglese.
Nel 2015 ha ospitato dodici match del Campionato World Rugby Under-20, tra cui le semifinali per il titolo tra Nuova Zelanda e Francia e Sudafrica ed Inghilterra.
Del 4 novembre 2018 il primo incontro internazionale al San Michele della Nazionale femminile, un test match contro la Scozia vinto nettamente col punteggio di 38-0.

## Centro sportivo
Sotto la tribuna sud sono presenti: una sala stampa, una palestra con area di recupero post infortunio, un'area dedicata al trattamento fisioterapico, il negozio ufficiale del club Rugby Calvisano, un magazzino. In prossimità di essa è presente anche un edificio separato dedicato agli spogliatoi e ad una sala medica di primo soccorso con locale antidoping.
L'impianto d'illuminazione notturna è omologato per le riprese televisive con 1000 lux medi a terra, con postazione media separata ed impianto audio.
A ridosso dello stadio, sono presenti anche altri tre campi d'allenamento collaterali di dimensioni regolamentari, di cui uno in sintetico dotato di impianto di illuminazione notturna, finanziato dalla Federazione Italiana Rugby con una spesa di circa 440000 € e di proprietà del Rugby Calvisano S.r.l. e fruibile dalla cittadinanza in quanto non recintato.
Il centro dispone anche di una club house adibita alla ristorazione con ampio spazio esterno che ospita i terzi tempi nel post partita ed aperta al pubblico durante gli eventi; di un parcheggio interno allo stadio per la dirigenza e gli sponsor ed un deposito per pullman e macchinari.
Adiacente al campo in sintetico, è presente un immobile di proprietà della società Rugby Calvisano S.r.l. ad uso dirigenziale e ricettivo, dove trovano collocazione anche uffici federali nazionali e regionali con sala conferenze.

## Incontri internazionali di rilievo

### Rugby a 15 maschile
| Arbitro: | David Leslie |

| |      |                         |
| Marcello Cuttitta 6’, 37’ Pedroni 21’ Domínguez 33’ Massimo Cuttitta 53’ Bonomi 66’ Troncon 68’ Aldrovandi 53’ | mt   |                         |
| Domínguez 6’, 33’, 37’, 53’, 66’, 68’, 80’                                                                     | tr   |                         |
| Domínguez 3’, 11’, 30’                                                                                         | c.p. | 25’, 46’, 51’ Michelsen |

### Rugby a 15 femminile
| Arbitro: | Ian Tempest |

|                                                       |    |  |
| Sillari 4’, 51’, 69’ Duca 7’ Ruzza 17’ Arrighetti 33’ | mt |  |
| Sillari 9’, 18’, 33’, 70’                             | tr |  |